# Марково (Иркутская область)
Ма́рково — село в Усть-Кутском районе Иркутской области, относится к Верхнемарковскому сельскому поселению. Зачастую Марково понимается как микрорайон посёлка Верхнемарково. Расположено на правом берегу реки Лены в 100 км северо-восточнее Усть-Кута, в 590 км севернее Иркутска (по воздуху).
В селе добывают углеводороды, древесину. Действует сельское хозяйство.

## Физико-географические характеристики

### Географическое положение
Марково расположено севернее центральной части Иркутской области в северо-восточной части Усть-Кутского района на правом берегу реки Лены, в пределах Лено-Ангарского плато Среднесибирского плоскогорья на высоте 262 метра над уровнем моря.
Ближайшие города — Усть-Кут (130 км на юго-запад по автодороге), Киренск (ок. 150 км на северо-восток).
Часовой пояс — MSK+5 (UTC+8) (Иркутское время).

### Полезные ископаемые
На противоположном от села берегу Лены находится Марковское нефтегазоконденсатное месторождение. Среднегодовая добыча составляет 4 тыс. тонн нефти, 53,9 млн м³ газа, 14 тыс. тонн конденсата.

## История

### XVII—XIX века
Годом основания села считается 1669 год, когда в документах Илимска была впервые упомянута деревня Марковская. Существует две версии о том, кто является её основателем:
1. Кипрюшка Марков — русский крестьянин, уроженец Тамбова, пришедший на Лену вместе с Ерофеем Хабаровым в середине 1640-х гг.
2. Марчко Никитин, холоп, направленный на пашни Усть-Кутской волости. «154/1646, марта в 11 день» он обращался с челобитной к царю Михаилу Фёдоровичу с просьбой отпустить его:

...на усть Куты реки у соли в пашне невозможно. А женишко моё живёт на Русе, в Вологоцком уезде, скитаетца меж двор.Из архивных материалов фонда Санкт-Петербургского филиала института Российской истории РАН
По некоторым данным, Кипрюшка Марков являлся сыном Марчка Никитина, а фамилия ему дана по имени отца.
В 1724 году в деревне насчитывалось 4 двора.
Вокруг деревни стали появляться новые поселения — Мысова, Глухова, Заярново, Оболкино, Мироново, Матвеево, Елань. (Большинство из них к настоящему времени исчезло.) Марково росло, стало селом, а позже — волостным центром. Здесь была построена церковь. Уже в 1816 году открылась школа, первая на территории современного Усть-Кутского района.

### 1-я половина XIX века
Марково, как и многие другие населённые пункты Усть-Кутского района, использовалось в качестве места ссылки. В 1912 году в марковскую ссылку был отправлен активный участник революции 1905 года Иван Михайлович Мызгин. Работал у богатого крестьянина Якова Дружинина. Бежал в 1913 году через Усть-Кут по паспорту его сына Степана, с которым близко сошёлся.
До 1930-х годов население Маркова продолжало контактировать с эвенками — коренными жителями этих мест до прихода русских. Эвенки выезжали в село на оленях с реки Непы, торговали с местным населением, предлагая дохи, шапки, унты.
Во время гражданской войны жители Маркова участвовали в партизанских боях за Усть-Кут.
В декабре 1919 года в Маркове произошло вооружённое восстание крестьян против колчаковцев. Отступая от Усть-Кута, сюда прибыл офицер Артамович, требуя выделить 50 лошадей, фураж и продовольствие. Крестьяне отказались выполнить требования и восстали, арестовав Артамовича. Был создан штаб восставших крестьян. В том же месяце жители Маркова помогли восстанию крестьян в соседнем Макарове.
В конце 1920-х в селе происходила коллективизация. Крестьяне образовали два ТОЗа (товарищества по обработке земли) — «Показатель» и «Красный пахарь».
В 1920-х в селе появилась радиосвязь (4-ламповый приёмник типа БУ).
В 1929 году закрыта церковь (последняя в Усть-Кутском районе). Переделана под клуб.
Организован колхоз «Победа».

### 2-я половина XX—XXI веков
Марково оставалось центром притяжения для близлежащих сёл до середины XX века. К тому времени здесь были сельсовет, почтовое отделение, медпункт, школа, метеостанция, клуб.
В конце 1950-х — начале 1960-х под Марковом началась работы по геологоразведке. Первые скважины были пробурены в самом селе.
Первый фонтан нефти на Марковском нефтегазоконденсатном месторождении ударил в 1962 году на противоположном берегу Лены — в Верхнемаркове. Верхнемарково быстро выросло, стало посёлком, а к 2004 году — центром поселения.
В 1968 году марковская школа была перенесена в Верхнемарково.
К 2009 году с административной точки зрения Марково является отдельным селом, размчается на картах как самостоятельный населённый пункт. Но зачастую с точки зрения жителей — это микрорайон посёлка Верхнемарково.

## Население
| 2002 | 2010 | 2011 | 2012 |
| ---- | ---- | ---- | ---- |
| 123  | ↘79  | →79  | ↘61  |

## Экономика
Экономика села зависит от посёлка Верхнемарково, где расположено большинство предприятий сельского поселения. Основной вид производственной деятельности — нефтедобыча и заготовка леса. Население также занято в подсобном хозяйстве.
Бюджетная политика проводится в рамках Верхнемарковского сельского поселения.
Подробнее см.: Верхнемарковское сельское поселение, Экономика Усть-Кутского района

## Транспорт

### Автомобильный
Вблизи села (через посёлок Верхнемарково) проходит маршрут проектируемой автодороги «Вилюй», в настоящее время фактически не существующей. Выход на федеральную сеть автодорог возможен по местной дороге из Верхнемаркова в Усть-Кут, далее по трассе Р419 из Усть-Кута в Тулун с выходом на М53.
Однако Верхнемарково находится на противоположном от Маркова берегу Лены, в то время как мосты и паромные переправы отсутствуют. В летнее время население переправляется через реку на лодках, в зимнее — возможен проезд на автомобиле по зимнику.
Зимой по руслу Лены также проходит автозимник Верхнемарково — Киренск.
Автобусное сообщение отсутствует.

### Другой транспорт
- Ближайшая крупная ж.-д. станция — Лена;
- аэропорт — Усть-Кут,
- речной порт — Осетрово.

В период навигации у села причаливают теплоходы типа «Заря», следующие по маршруту Осетрово — Пеледуй.

## Связь
Телефонная связь: проводная, сотовая (с 2008 года). Почтовое отделение (666779).

## Социальная сфера
В Маркове находится фельдшерский пункт. Остальные социальные объекты — в Верхнемаркове.

## Уроженцы села
- Нектарий Константинович Марков — исследователь истории, краевед, почётный гражданин Усть-Кутского района.